# Canadiens francophones
Ne doit pas être confondu avec Canadiens français ou Le Canada français.

Environ 98 % des Canadiens peuvent parler l'anglais ou le français, ou les deux :
Anglais – 56.9%
Anglais et français – 16.1%
Français – 21.3%
Zone faiblement peuplée (moins de 0,4 personnes par km²).

Les Canadiens francophones sont les habitants du Canada qui parlent le français. En 2011, 9 809 155 personnes, soit 30,1 % de la population canadienne, étaient francophones, dont 7 274 090 personnes déclarant avoir le français comme langue maternelle, soit 22 % de la population. La plupart des francophones résident au Québec et parlent le français québécois.
Le recensement fédéral mené en 2021 fait apparaître une baisse des francophones. Sur les 37,5 millions d'habitants du pays, les francophones seraient à peine 20 % du total de la population canadienne en 2023. Par ailleurs, presque tous les immigrants au Canada choisissent l'anglais comme langue d'intégration, contre à peine 10 % des nouveaux immigrants préférant le français.
Le déclin du français est constant au Canada. Lors de la conquête britannique de la Nouvelle-France en 1760, toute de la population (environ 60 000 habitants) sauf les autochtones avait été francophone depuis la découverte du Canada par Jacques Cartier en 1534. Au moment de la création de la Confédération canadienne en 1867, environ la moitié de la population était encore francophone. Au début des années 2000, les francophones représentaient environ 30 % de la population du pays.

## Répartition

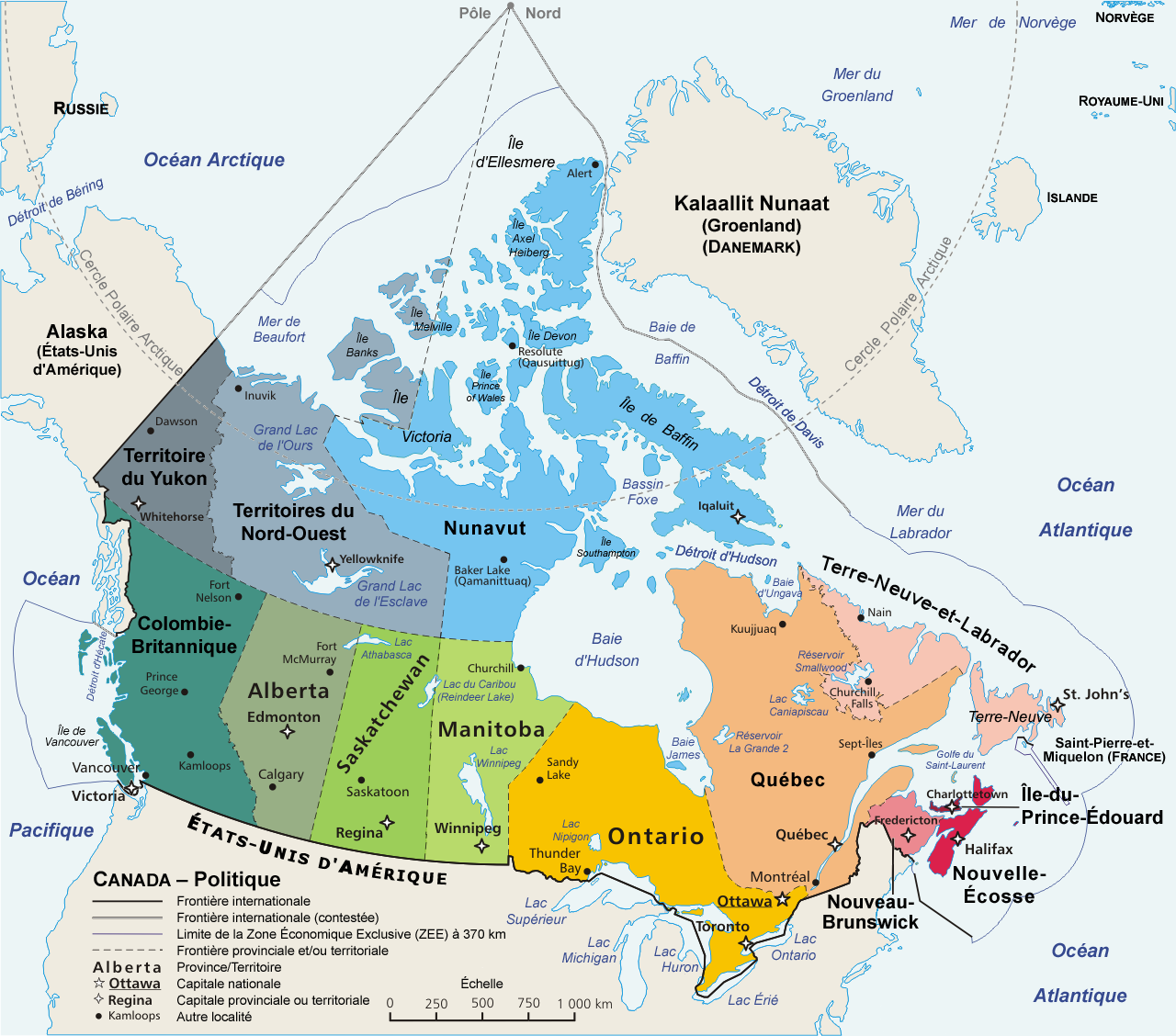
Carte administrative du Canada.

Près de 7 millions de Canadiens francophones résident au Québec, où ils constituent le principal groupe linguistique, un autre million réside dans les autres régions canadiennes. La plus grande partie des francophones hors Québec réside en Ontario, mais on retrouve des francophones dans toutes les provinces et les territoires du pays.
Contrairement aux francophones du Québec, qui s'identifient généralement comme Québécois, les francophones hors Québec sont appelés des Canadiens francophones (ex : Franco-Ontariens, Franco-Manitobains, etc.) à l'exception des Acadiens, qui habitent majoritairement les provinces atlantiques. Il faut noter que l'Acadie n'est pas une province canadienne mais une région culturelle et historique.
Le Nouveau-Brunswick est la seule province officiellement bilingue du Canada; tous les trois territoires, soit le Yukon, les Territoires du Nord-Ouest et le Nunavut, ont également tous le français comme une des langues officielles,,.
L'origine de la présence du français au Canada provient principalement de la colonisation française en Amérique au XVIIe et XVIIIe siècles. Les francophones du Canada ne sont pas tous d'origine française, et les Canadiens d'origine française ne sont pas tous francophones.
| Province Territoire       | Gentilés             | Nombre de francophones | Pourcentage de la population |
| ------------------------- | -------------------- | ---------------------- | ---------------------------- |
| Alberta                   | Franco-Albertains    | 79 838                 | 2,0 %                        |
| Colombie-Britannique      | Franco-Colombiens    | 64 323                 | 1,4 %                        |
| Île-du-Prince-Édouard     | Acadiens             | 4 665                  | 3,3 %                        |
| Manitoba                  | Franco-Manitobains   | 40 978                 | 3,2 %                        |
| Nouveau-Brunswick         | Acadiens et Brayons  | 234 055                | 31,8 %                       |
| Nouvelle-Écosse           | Acadiens             | 29 368                 | 3,2 %                        |
| Nunavut                   | Franco-Nunavois      | 630                    | 1,8 %                        |
| Ontario                   | Franco-Ontariens     | 550 595                | 4,1 %                        |
| Québec                    | Québécois            | 6 890 305              | 85,4 %                       |
| Saskatchewan              | Fransaskois          | 14 440                 | 1,3 %                        |
| Terre-Neuve-et-Labrador   | Franco-Terreneuviens | 2 428                  | 0,5 %                        |
| Territoires du Nord-Ouest | Franco-Ténois        | 1 240                  | 3,0 %                        |
| Yukon                     | Franco-Yukonnais     | 1 635                  | 4,6 %                        |

| Province ou territoire    | Gentilés             | Nombre de Francophone | Pourcentage de la Population | Population bilingue (français et anglais)* | Pourcentage de la Population |
| ------------------------- | -------------------- | --------------------- | ---------------------------- | ------------------------------------------ | ---------------------------- |
| Alberta                   | Franco-Albertains    | 72 203                | 1,7 %                        | 258 335                                    | 6,1 %                        |
| Colombie-Britannique      | Franco-Colombiens    | 65 568                | 1,3 %                        | 326 865                                    | 6,6 %                        |
| Île-du-Prince-Édouard     | Acadiens             | 4 558                 | 3,0 %                        | 19 385                                     | 12,7 %                       |
| Manitoba                  | Franco-Manitobains   | 38 378                | 2,9 %                        | 110 435                                    | 8,3 %                        |
| Nouveau-Brunswick         | Acadiens et Brayons  | 231 850               | 30,3 %                       | 260 120                                    | 34,0 %                       |
| Nouvelle-Écosse           | Acadiens             | 27 935                | 2,9 %                        | 98 940                                     | 10,3 %                       |
| Nunavut                   | Franco-Nunavois      | 623                   | 1,7 %                        | 1 390                                      | 3,8 %                        |
| Ontario                   | Franco-Ontariens     | 533 560               | 3,8 %                        | 1 519 365                                  | 10,8 %                       |
| Québec                    | Québécois            | 7 074 328             | 84,1 %                       | 3 898 980                                  | 46,4 %                       |
| Saskatchewan              | Fransaskois          | 12 243                | 1,1 %                        | 51 970                                     | 4,7 %                        |
| Terre Neuve et Labrador   | Franco-Terreneuviens | 2 283                 | 0,5 %                        | 25 950                                     | 5,1 %                        |
| Territoires du Nord-Ouest | Franco-Ténois        | 1 213                 | 3,0 %                        | 4 295                                      | 10,6 %                       |
| Yukons                    | Franco-Yukonnais     | 1 895                 | 4,8 %                        | 5 660                                      | 14,2 %                       |

*Note importante - beaucoup de francophones vont s'identifier ou vont être identifiées comme bilingues dans le recensement en raison de leur connaissance de l'anglais dû au statut minoritaire du français hors du Québec. Au Québec au contraire une grande partie des personnes s'identifiant comme anglophones seront considérées bilingues.

## Variété linguistique
Les canadiens francophones parlent un français canadien qui diffère du français de l'Europe et se divise en plusieurs variétés, comme le français québécois et le français acadien. En total, les canadiens francophones portent plus d'une trentaine d'accents régionaux majeurs et de nombreux sous-accents.